# Trần Thế Ngọc
Trần Thế Ngọc (sinh năm 1955) là một chính khách người Việt Nam. Ông nguyên là Ủy viên Ban Chấp hành Trung ương Đảng Cộng sản Việt Nam, Bí thư Tỉnh ủy Tiền Giang khóa IX (2010-2015).

## Tiểu sử
Ông sinh ngày 9 tháng 1 năm 1955 tại xã Vĩnh Hựu, huyện Tây, tỉnh Gò Công (nay thuộc huyện Gò Công Tây, tỉnh Tiền Giang), Việt Nam. Ông sinh trong một gia đình truyền thống hiếu học và yêu nước. Là con thứ 9 trong gia đình nên ông có tên là Mười Ngọc.

## Giáo dục
Ông có bằng Tiến sĩ Kinh tế, Cử nhân Luật.

## Sự nghiệp
Từ năm 1975-2007 ông làm việc tại thành phố Hồ Chí Minh trong ngành đo đạc bản đồ và quản lý đất đai và giữ chức Giám đốc Sở Tài nguyên và Môi trường thành phố Hồ Chí Minh gần 2 nhiệm kỳ trước khi được Thủ tướng Chính phủ bổ nhiệm giữ chức vụ Thứ trưởng Bộ Tài nguyên và Môi trường.
Tháng 7 năm 2009, ông được Ban Bí thư Trung ương Đảng phân công về làm Phó Bí thư Tỉnh ủy Tiền Giang. Ngày 22/7/2009, ông trúng cử Chủ tịch Ủy ban nhân dân tỉnh Tiền Giang (khóa 2004-2011)
Tháng 9/2010, ông trúng cử Bí thư Tỉnh ủy tỉnh Tiền Giang. Tháng 01/2011, tại Đại hội đại biểu toàn quốc lần thứ XI của Đảng Cộng sản Việt Nam, ông được bầu vào Ban Chấp hành Trung ương Đảng Cộng sản Việt Nam khóa XI (2011-2016). Ông không tham gia Ban chấp hành Đảng bộ tỉnh Tiền Giang Khóa X, nhiệm kỳ 2015-2020.